# Nebeltag
Als Nebeltag zählt die Klimatologie Tage, an denen Nebel herrscht. Dabei wird genau dann ein Nebeltag gemeldet, wenn irgendwann zwischen 00 und 24 Uhr eines Tages in einem horizontalen Sektor von mindestens 90 Grad Winkelerstreckung die Nebeldefinition (Sichtweite kleiner als ein Kilometer) erfüllt war.
Einer der nebelreichsten Orte Deutschlands ist mit durchschnittlich 306 Nebeltagen im Jahr die Spitze des Brockens,
der auch den deutschen Einjahresrekord mit 330 Nebeltagen im Jahr 1958 hält.